# Fereydoon Abbasi
Fereydoon Abbasi (Abadán, 11 de julio de 1958-Teherán, 13 de junio de 2025) fue un físico nuclear y político iraní, que ejerció como director de la Organización de Energía Atómica de Irán entre 2011 y 2013. Un fundamentalista nato, también fue miembro del parlamento en sus últimos años, fue asesinado en un ataque aéreo israelí. Previamente, sufrió un atentado en 2010.

## Carrera
Fereydoon Abbasi, nacido en Abadán en 1958, poseía un Doctorado en Física nuclear. Estuvo vinculado a la Guardia Revolucionaria Islámica desde la Revolución Islámica de 1979. Fue profesor en la Universidad Shahid Beheshti y dirigió el departamento de física en la Universidad Iman Hossein de Teherán.
Durante su gestión, la AEOI mostró poca cooperación con la Agencia Internacional de Energía Atómica (IAEA), lo que generó preocupaciones internacionales sobre posibles fines militares del programa nuclear iraní, por lo que fue destituido y reemplazado en 2013 por Alí Akbar Salehí.
En 2020, Abbasi fue elegido como parlamentario representando a Kazerun, donde continuó apoyando el programa nuclear y alineándose con facciones políticas duras.
Estuvo vinculado al programa de armas nucleares de Irán y admitió en 2012 que su país había engañado deliberadamente a la IAEA y a servicios de inteligencia occidentales. Fue sancionado por la ONU, Estados Unidos y la Unión Europea por su participación en actividades nucleares y de misiles balísticos. Estas sanciones incluyeron congelación de activos y restricciones de movimiento.
En 2010, sobrevivió a un intento de asesinato con bomba en Teherán, el mismo día en que otro científico, Majid Shahriari, fue asesinado en un ataque similar.

### Muerte
Abbasi murió el 13 de junio de 2025 tras los ataques aéreos israelíes contra Irán en la ciudad capital, un mes antes de cumplir los sesenta y siete años de edad.